# (15305) 1992 WT1
(15305) 1992 WT1 là một tiểu hành tinh vành đai chính. Nó được phát hiện bởi Atsushi Sugie ở Dynic Astronomical Observatory Nhật Bản, ngày 18 tháng 11 năm 1992.